# Dezsővár
Dezsővár egy mára elpusztult Árpád-kori kisvár a Mátra déli oldalán, Gyöngyössolymos közelében.

## Fekvése
A vár a falutól 2,5 kilométerre, a 388 méter magas Kis-hegy környezete fölé 30 méterrel magasodó, függőleges sziklafalú északi nyúlványán, 320 méteres tengerszint feletti magasságban épült. Helyzete nagyon kedvező, innen jól ellenőrizhető a Nagy-patak völgye, melyben Gyöngyössolymos két másik várához (Óvár, Nyesettvár) vezető útvonalak haladtak.

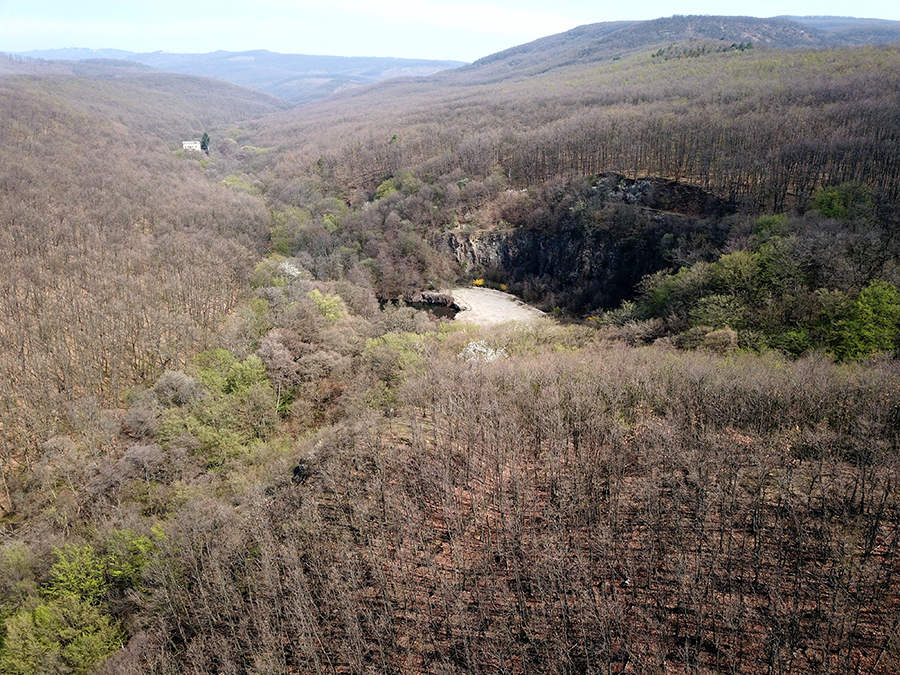
Gyöngyössolymos, Dezsővár - légi fotó

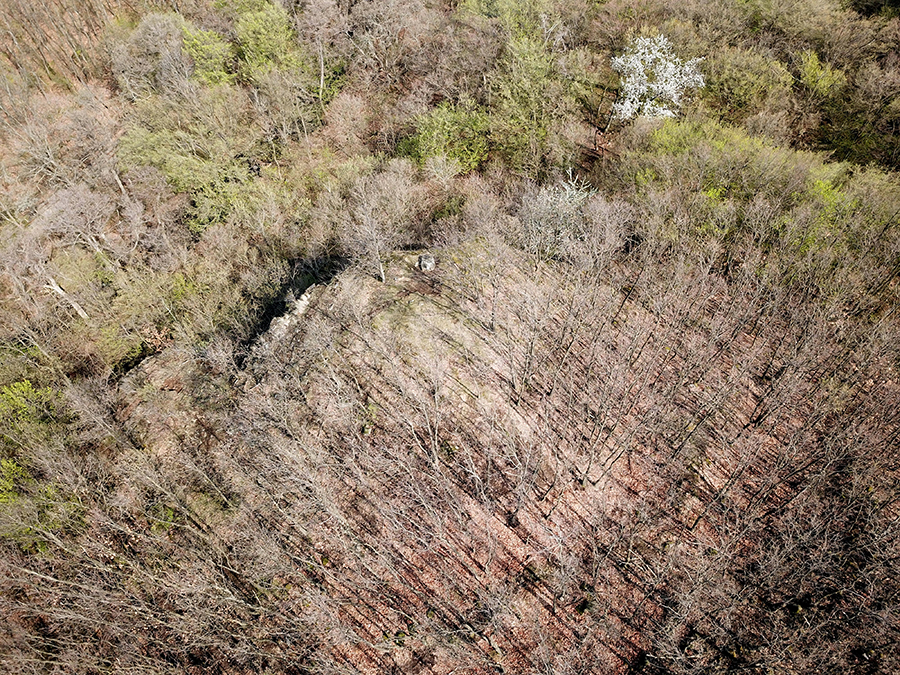
Gyöngyössolymos, Dezsővár - légi felvétel

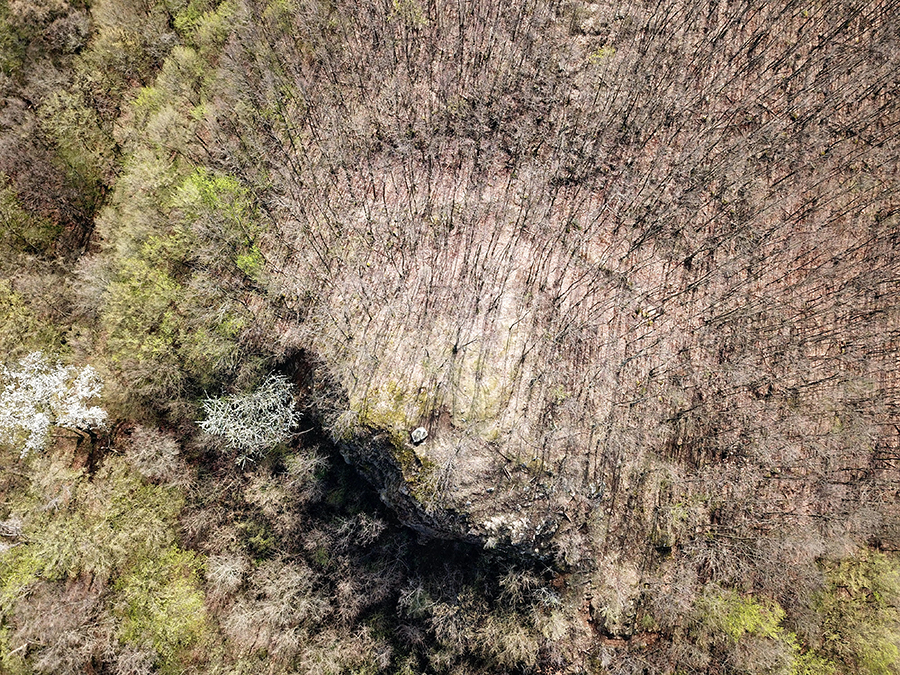
Dezsővár madártávlatból (Gyöngyössolymos)

## Története
Dezsővárról szóló oklevelek nem maradtak fenn, történetéről szinte semmit sem tudunk. A korábban őskori sáncként azonosított vár használatát elhelyezkedése, formája és az előkerült csekély leletek alapján az Árpád-korra (11-13. század) tehetjük. Építtetője a környéken birtokos Aba nemzetség Solymosi ága lehetett.

## Kutatása
A várat először 1906-ban Gerecze Péter, majd 1909-ben Hanák Kolos és Bartalos Gyula említette. Pásztor József 1911-ben röviden, 1933-ban bővebben írt róla. Ő a vár helyét a Kis-hegy csúcsára tette, a mai területét pedig egy kisebb őrtorony alapjaiként azonosította.
Csorba Csaba 1977-ben, Fehér Miklós 1978-ban foglalkozott a várral. Az 1980-as évek első felében Dénes József és Skerletz Iván járták be és mérték fel területét. Ekkor tisztázták a vár valódi helyét, illetve kisebb méretű Árpád-kori cseréptöredékek kerültek elő innen. Dezsővár területén részletes régészeti kutatást még nem folytattak.

## Leírása
A vár területe mindössze 0,01 ha, ezzel a Mátra legkisebb méretű vára. 10 x 15 méter kiterjedésű belső területének közepén egy torony alapjait feltételezhetjük. A Kis-hegy többi részétől egy 19 méter széles, 4 méter mély, félköríves árok választja el a várat. A vár területét ma erdő borítja, kőépítkezések nyomai nem láthatóak a felszínen.